# Кубок Австрії з футболу 2007—2008
Кубок Австрії з футболу 2007–2008 — неофіційний розіграш кубкового футбольного турніру в Австрії.

## Історія
Розіграш турніру був зіграний на аматорському рівні через відмову участі клубів Бундесліги та Першої ліги у зв'язку з проведенням у країні Євро-2008. У турнірі брали участь 64 команди.

## Фінал
| Команда 1         | Заг. | Команда 2   | 1-й матч | 2-й матч |
| ----------------- | ---- | ----------- | -------- | -------- |
| 12/26 травня 2008 |      |             |          |          |
| Горн              | 3:2  | Фельдкірхен | 1:1      | 2:1      |

Переможець турніру Горн не кваліфікувався до Кубка УЄФА 2008—2009, але був включений у 1-16 фіналу Кубка Австрії 2008—2009.